# Cultura de Únětice

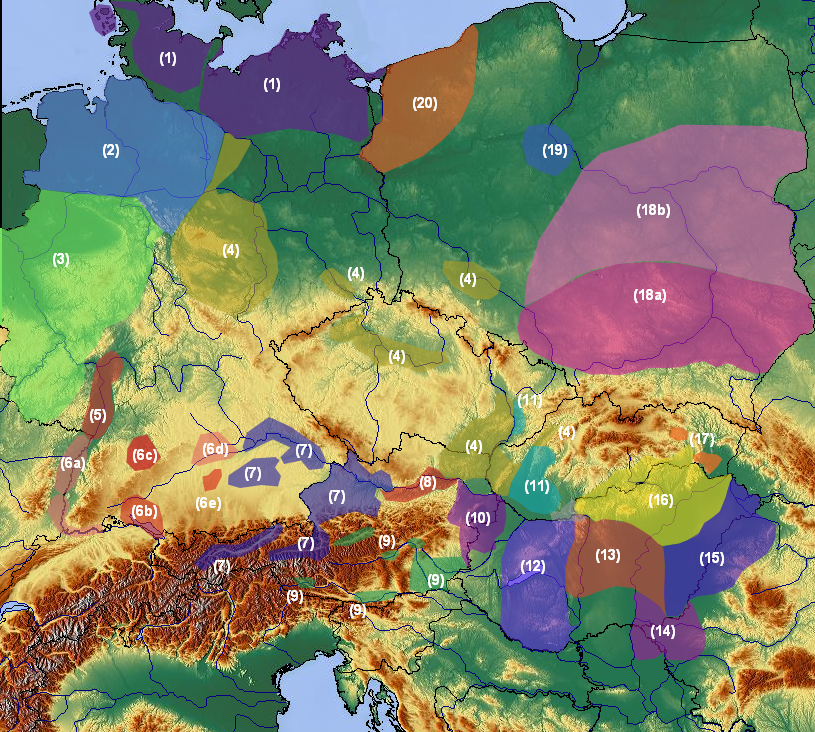
Culturas europeas de la edad de bronce, la cultura de Únětice está indicada mediante los números (4).

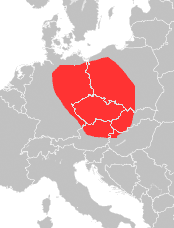
Extensión máxima aproximada para la cultura de Únětice (c.1650).

La cultura de Únětice (checo [ˈuːɲɛcɪtsɛ]), o de Aunjetitz (en alemán) es una cultura prehistórica correspondiente al Bronce antiguo en Europa central. Se extendió entre los ríos Rin y Dnieper, desde el mar Báltico hasta el Bajo Danubio.

## Características generales
El grupo de Únětice debe su nombre al yacimiento epónimo cercano a Praga, República Checa, datado a partir del 2250 a. C. En un contexto social de jefaturas claramente estratificado aparecen ricas tumbas adscritas a "príncipes". Estos grupos se extendieron por Bohemia, Moravia, Silesia, Sajonia y Austria.
Actualmente se estima que su origen tiene un fuerte componente autóctono, como heredera de los anteriores grupos de la cerámica cordada y campaniforme, de las tradiciones balcánica y danubiana, pero con influencias orientales de los kurganes. En su desarrollo se han distinguido tres fases:
- Únětice antiguo.
- Únětice clásico o período de las tumbas principescas.
- Únětice tardío.[2]

Su desarrollo metalúrgico fue sobresaliente, produciendo aletas, brazaletes en espiral, agujas, hachas con rebordes. Las cerámicas imitaban formas metálicas. El rito de enterramiento era habitualmente individual.

## Únětice antiguo
Es la etapa de formación y se corresponde con la transición entre el Calcolítico final y la Edad del Bronce. Los pocos asentamientos conocidos presentan casas de madera rectangulares semiexcavadas en el terreno. Las tumbas son de inhumación, con uno o dos individuos, en cistas o fosas cubiertas de un túmulo, pero también hay algún pithos. Los cuerpos se orientaban hacia el este o el sur y, a veces, se  acompañaban de animales sacrificados. Algunos cadáveres habían sido desmembrados ritualmente. Los artefactos metálicos más abundantes son alfileres, torques, pendientes de espirales y de cabeza de disco, anillos, puñales y hachas, en cobre o bronce.

## Únětice clásico
Es el momento de apogeo, con un importante aumento de población, su expansión hacia las regiones circundantes y el incremento del comercio. Aparecen las ricas tumbas de jefe, construidas en madera, con forma de casa, cubiertas por un túmulo y situadas habitualmente fuera de las necrópolis donde se entierran los guerreros y el resto de la población. En ellas se depositaron importantes ajuares cerámicos y metálicos y, a veces, se encuentra acompañando al cadáver principal otro femenino. Los poblados estaban formados por casas rectangulares de madera, situadas en colinas y protegidos por fosos y muros de madera y/o piedra y adobe. La agricultura y ganadería, una original producción metalúrgica de bronces y la explotación y comercio de la sal constituían las bases económicas.

## Únětice tardío
Es la fase final, en la que aumentaron los intercambios comerciales y culturales, que llegaron hasta Micenas, gracias al comercio del ámbar, de hecho esta cultura conectó comercialmente la zona báltica con Grecia y a través de su territorio se comerciaba con ámbar, bronce y oro. Los asentamientos estaban situados en emplazamientos elevados y fortificados. Se explotaban minas de cobre en el área alpina y la metalurgia del bronce estaba ampliamente extendida. Los grupos de los túmulos sustituyeron a Únětice, pero manteniendo muchos de los rasgos típicos de éste: hay una clara continuidad cultural y estratigráfica entre ambos.
La cultura de Únětice experimentó su apogeo entre los siglos XIV y XIII a. C. Los sepulcros de esta cultura se encuentran bajo túmulos de tierra en pozos profundos rodeados y cubiertos de piedras. Entre ellos se conocen en Sajonia-Turingia y el oeste de Polonia algunas tumbas excepcionales de la realeza, de construcción muy elaborada y de riqueza excepcional. Todas consisten en grandes túmulos de hasta ocho metros de altura que cubren cámaras mortuorias construidas con vigas de roble. Los personajes reales se enterraban extendidos, en contraste con los ritos usados para el pueblo, al que se enterraba en posición fetal, en ataúdes formados por troncos de árbol. Las tumbas se llenaban de ánforas muy bien trabajadas, adornos de oro y bronce, hachas, dagas, alabardas y buriles de bronce. Entre los adornos abundaban los broches, brazaletes, hebillas y cadenas, junto con una enorme cantidad de cuentas de ámbar y espirales de bronce que se usaban como collares o adornos cosidos a los trajes.
Las pequeñas aldeas situadas en montículos a orillas de los ríos muestra que esta gente vivía en comunidades pequeñas, de forma similar a como vivían sus antecesores indoeuropeos en las estepas pónticas.
Hacia el 1500 a. C. habría aparecido muchos poblados construidos en colinas fortificadas en Bohemia, Moravia, Baja Austria y el sudoeste de Eslovaquia. Algunos de ellos tenían fortificaciones impresionantes con murallas notablemente anchas y profundas zanjas. Estos pueblos poseían carros de cuatro ruedas tirados por caballos y añadían a su armamento cabezas de lanza de bronce y pequeñas espadas con empuñaduras de bronce. También se encuentran en gran cantidad piezas de cuerno y placas de adorno para los arneses de la cabeza de caballos. La gran expansión territorial que siguió debió mucho al descubrimiento de la rueda y el uso del caballo.
Esta expansión tuvo lugar hacia el 1400 a. C.; fue como una explosión cultural que extendió su influencia y el control de su gente por toda la región situada entre el Rhin y el Dniéper y la que comprendía desde el mar Báltico hasta el bajo Danubio. Las culturas de esta época en Hungría, Rumanía, este de Eslovaquia y el norte de los Balcanes vivían bajo el signo de la guerra. Los guerreros iban equipados con largas espadas de hoja recta, afiladas y puntiagudas, con empuñaduras de bronce o madera y también espadines, dagas, puntas de lanza, hachas y puntas de flecha de bronce.

## Arqueogenética
Haak et al., 2015 examinaron los restos de 8 individuos de la cultura Únětice enterrados en lo que hoy es Alemania alrededor del 2200–1800 a. C. Las 3 muestras de ADN-Y extraídas pertenecían a los haplogrupos del cromosoma Y I2a2, I2c2 y I2, mientras que las ocho muestras de ADNmt extraídas se determinaron como pertenecientes a los haplogrupos I3a (2 muestras), U5a1, W3a1, U5b2a1b, H4a1a1, H3 y V. Se descubrió que los individuos de Únětice examinados estaban muy estrechamente relacionados con los pueblos de las culturas Yamna, Campaniforme y de la Cerámica Cordada.Haak et al., 2015:

"La cultura Yamnaya del final de la Edad del Cobre/inicio de la Edad del Bronce está más estrechamente relacionada con los grupos de la Cerámica Cordada (CWC) y Campaniforme (BBC) del Neolítico tardío en Europa central, y en particular con muestras de la cultura Únětice (UC) de la Edad del Bronce temprano. Esto respalda una contribución genética de grupos orientales a Europa central durante el Neolítico tardío (~4,500 a.C.), consistente con los datos autosómicos de SNP. Estos resultados indican que la migración hacia Europa central durante el Neolítico tardío no fue exclusivamente de origen masculino." Su cantidad de ascendencia relacionada con las estepas es comparable a la de algunos europeos modernos.

Allentoft et al., 2015 examinaron los restos de siete individuos de la cultura Únětice enterrados en lo que hoy es Polonia y la República Checa entre aproximadamente el 2300 y el 1800 a. C. Las 7 muestras de ADNmt extraídas se determinaron como pertenecientes a los haplogrupos U4, U2e1f1, H6a1b, U5a1b1, K1a4a1, T2b y K1b1a. Un varón adicional de la cultura de la Cerámica Cordada o de la cultura de Únětice temprana en Łęki Małe, Polonia, de alrededor del 2300–2000 a. C., resultó ser portador del haplogrupo paterno R1b1a y del haplogrupo materno T2e. Se encontró que las personas de las culturas de la Cerámica Cordada, el Vaso Campaniforme, Únětice y Edad del Bronce Nórdica eran genéticamente muy similares entre sí y mostraban una afinidad genética significativa con la cultura Yamnaya.Allentoft et al., 2015, pp. 2–3. "Las culturas europeas del Neolítico tardío y de la Edad del Bronce, como la de la Cerámica Cordada, Campaniforme, Únětice y las culturas escandinavas, son genéticamente muy similares entre sí.."

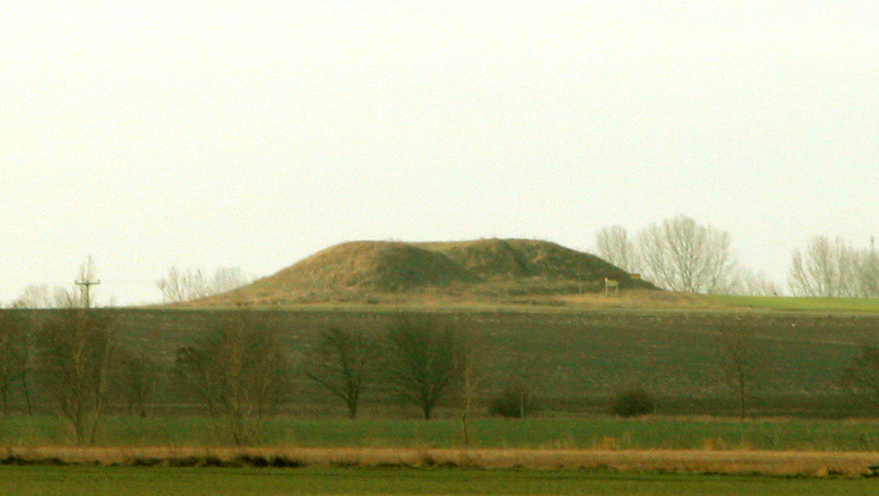
El túmulo de Leubingen.

Papac et al. (2021) analizaron a más individuos de los sitios funerarios de Únětice: los resultados del cromosoma Y (excluyendo dos muestras de baja cobertura) fueron: 1 G2a2b2a, 1 I2a1, 8 I2a2, 7 R1a-Z645 y 8 R1b-P312. Los genetistas concluyeron que: "Los datos del cromosoma Y sugieren un cambio aún mayor. Una disminución del linaje R1b-P312 del 100 % (en la cultura Campaniforme tardía) al 20 % (en Únětice preclásica) implica un mínimo del 80 % de entrada de nuevos linajes en los comienzos de la Edad del Bronce". Los resultados autosómicos incluso apuntan a una migración desde el noreste, que los autores vinculan con la llegada de R1a-Z645, previamente encontrada en la región báltica.
Varios individuos de dos sitios funerarios en Praga fueron analizados en 2022 (ambos sitios se utilizaron en diferentes períodos culturales), los haplogrupos del cromosoma Y de los individuos asignados al período Únětice fueron: dos R1a1a1 (Z280), ocho I2a2a (I6635), con un individuo de la clada derivada PF3885; un varón resultó ser I2a-L38, y cuatro varones tenían el haplogrupo R1b-L2 (otro individuo analizado tenía la clada derivada R1b-L20); un varón tenía el haplogrupo R1b-Y153322, que está bajo DF27.